# Diaspananthus
Diaspananthus là một chi thực vật có hoa trong họ Cúc (Asteraceae).

## Loài
Chi Diaspananthus gồm các loài: